# 피아니스트 (2001년 영화)
《피아니스트》(La Pianiste)는 2001년 제작된 영화로, 엘프리데 옐리네크의 동명의 소설을 바탕으로 제작되었다. 2001년 칸 영화제에서 심사 위원 그랑프리, 남우주연상, 여우주연상 3개를 수상했다.

## 출연

### 주연
- 이자벨 위페르
- 브느와 마지멜

### 조연
- 애니 지라르도
- 애너 시가레비치
- 수잔느 로터
- 우도 사멜

## 기타
- 원작자: 엘프리드 엘리네크
- 미술: 크리스토프 캔터
- 배역: 마커스 슐레진저